# Раовић
Раовић (мкд. Раовиќ) је насеље у Северној Македонији, у северном делу државе. Раовић припада градској општини Сарај града Скопља. 

## Географија
Раовић је смештен у северном делу Северне Македоније. Од најближег већег града, Скопља, насеље је удаљено 20 km западно.
Насеље Раовић је у историјској области Дервент, у долини реке Суводолице. Северно од насеља издиже се планина Жеден, а јужно Сува гора. Надморска висина насеља је приближно 750 метара.
Месна клима је планинска због знатне надморске висине.

## Становништво
Раовић је према последњем попису из 2002. године имао 213 становника.
Претежно становништво у насељу су Албанци (100%).
Већинска вероисповест је ислам.